# Jaroslav Kulhavý
Jaroslav Kulhavý, född 8 januari 1985 i Ústí nad Orlicí, Tjeckien, är en tjeckisk cyklist som tog OS-guld i mountainbike vid de olympiska cyklingstävlingarna 2012 i London. Vid de olympiska cyklingstävlingarna 2016 tog han silver i mountainbikeloppet.